# フリードリッヒ・ディースターヴェーク

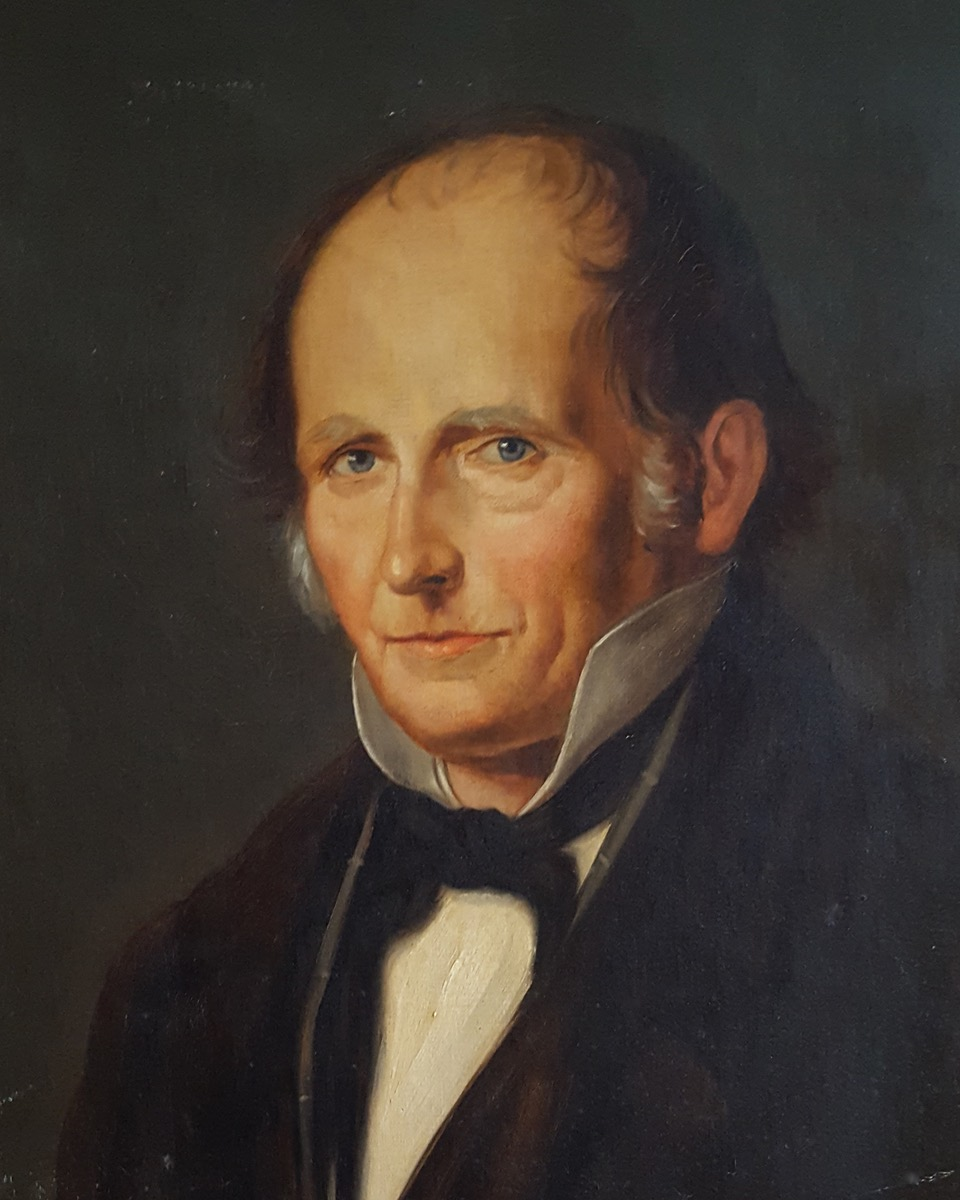
Adolph Diesterweg

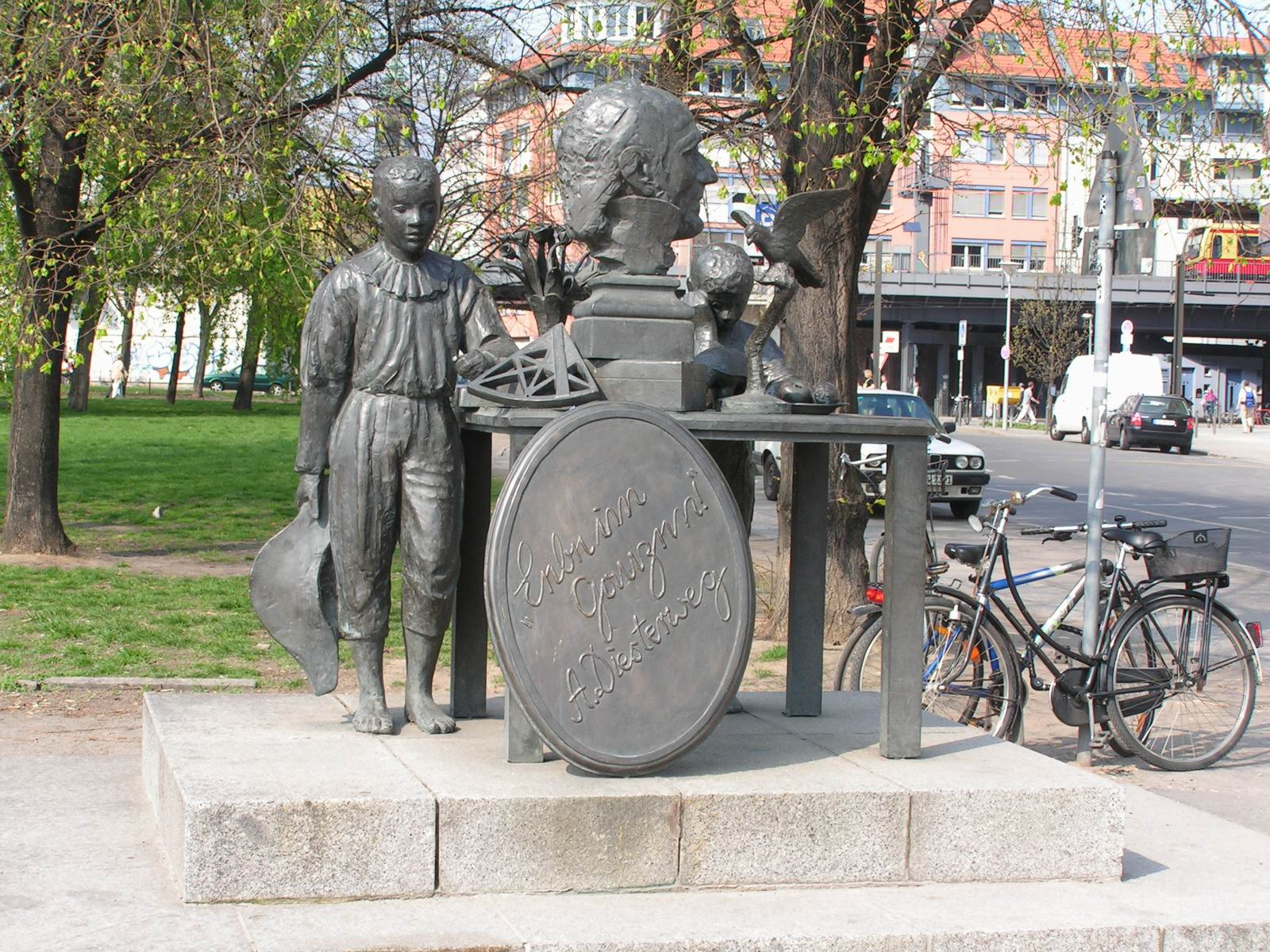
ベルリン中心部のブルク通りにある記念碑、「全体における生」と記されている

フリードリッヒ・アドルフ・ヴィルヘルム・ディースターヴェーク （Friedrich Adolph Wilhelm Diesterweg、1790年10月29日 - 1866年7月17日）は、ドイツの教育者。ドイツでは通常 アドルフ・ディースターヴェーク と呼ばれている。ジーゲンの生まれ。

## 教職への歩みと教育制度にとっての重要性
デイースターヴェークは、1811年から1820年まで家庭教師、ギムナジウムの教師をしていた。1820年からモールス（Moers）の教育養成所の校長、そして1832年から1847年まではベルリンで活動した。彼は、国民学校の改善に尽力し、国民学校の教師の養成教育の改革とその教師の社会的な認知を高めることに力を注いだ。
ヨハン・ハインリヒ・ペスタロッチとその教育理念の信奉者として、彼は教授学の根本原則としての直観と自己活動を重んじた。彼はさらにこれらの根本原則に、成熟した市民としての批判的能力の形成という目標を追加することで、政治的な色合いを付け加えた。 国民教育はディースターヴェークにとって、国民解放という性格を持っていたのである。教育政策については自由主義者であった彼は、教会による教育への強い介入にも、また教育への政治的な介入にも反対の立場をとった。彼は教育学的で専門的な（もはや宗教的なそれではなく）学校教育が監督され、統一的な学校組織が誕生することを求めた。つまり、彼は教育者の身分、地位の自立を目指したのである。
その上さらに、彼は社会の諸権力に対して学校が相対的に自主独立の自律性を獲得できるように奮闘した。彼はその当時の教師層に対する自身の影響力を、彼が1827年から編集していた雑誌「ライン新聞」（Rheinische Blätter）と1851年以降関わることになった「教師と学校の友のための年報」を通して発揮した。
1850年、彼は政治的な理由により公的な仕事から引退を余儀なくされた。1858年から1866年、ディースターヴェークは、プロイセン国民議会の進歩党の議員としてプロイセンの国民学校令（Volksschulerlasse）に反対の立場を貫いた。フリードリッヒ・ディースターヴェークは、同じ名前のディースターヴェーク出版社（Verlag Moritz Diesterweg）の創立者、モーリッツ・ディースターヴェークの父親でもある。
ディースターヴェークは、50冊の著書と約400の論文を執筆している。さらに彼は若干の書評も執筆し、こうした著述を通して独自の批判と世間に対して開かれた思考を目指していた。
彼は、教育的名活動と平行して、社会政策にも関係した。1844年、彼は、自ら提案した労働社会層のための社会福祉センターの設置に向けて尽力している。

## 改革教育学にとっての彼の意味

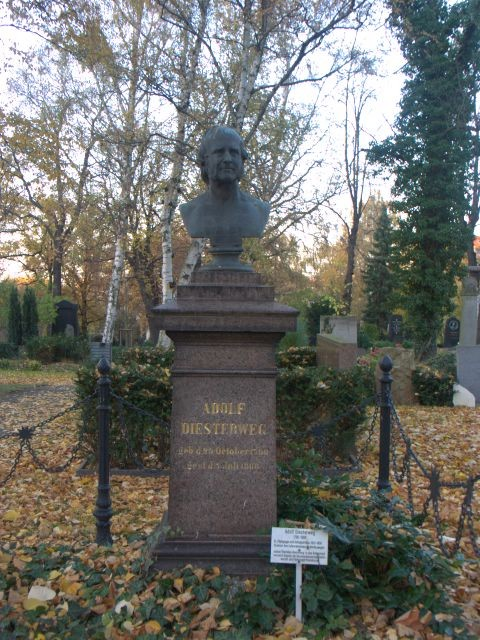
ベルリンのあるディースターヴェークの墓碑

ヴィンフリード・ベームは、その『教育学の歴史』（Geschichte der Pädagogik）の中で、「とりわけ、ディースターヴェークが、教育学的に洞察し捉えようとした(...) 自然の成熟や成長の過程に付き添いながら支えるという意味での、自然にかなった、あるいは自然的な教育学の理念」と説明し
、これによりディースターヴェークは、ベームによれば、「後年の改革教育学の多くの基本的な思想や主張をほぼ100年近く先行していた」ということになる。「1820年頃の自然主義、超自然主義、教育学、あるいは教会教義の間の激しい論争の中で彼は自然主義に組するかなり大きな潮流をリードしていた。」

自然主義についてディースターヴェークの重要な主張をベームは以下のように要約している。
「超自然主義がーキリスト教の原罪や敬虔主義の否定的な人間像に幻惑されてー人間本性を発展させる代わりに、意気消沈させ、子供を自己活動へと伸ばしていく代わりに受身一辺倒に押しつぶしてしまうのに対して、自然主義は『子供から』出発し、その子本来の愛好や関心、欲求を教育的に豊かなものに高めようとする。子供はその外にある何らかの規則に服従させられるべきではなく、自ら自由にのびのびと発展し、望むがままに発展していけるべきものということを、まずもって教育学の原理原則としなくてはならない。」 (Diesterwegs Tagebuch 1818-1822, hg. von H. G. Bloth, 1956)“ 

## 栄誉
彼の名前にちなんで命名されたもの。
- die Diesterweg-Grundschule （ヴォルミルシュテット）
- die Diesterwegschule （フランクフルト・アム・マイン-ギンハイム）
- die Diesterwegschule（ヴィースバーデン）
- die Diesterwegschule（ファルケンぜー）
- die Diesterwegschule （ダルムシュタット）
- der Diesterwegplatz と die Diesterwegstraße（ザクセンハウゼン）
- der Diesterwegstraße （マクデブルク）
- die Volkssternwarte Adolph Diesterweg（ラーデボイル）
- die  Diesterwegschule （ツィルンドルフ）
- das Diesterweg-Gymnasiumと die Diesterwegstraße （フォクトラント）
- das Diesterweg-Gymnasium（ベルリン）
- die Adolph-Diesterweg-Regelschule（バート・ローベンシュタイン）* die Diesterweg-Grundschule in Halberstadt (ザルグシュテッター ジードルング)
- die Diesterweg-Grundschule und die Diesterweg-Straße（ジーゲン）
- die Diesterwegschule と die Diesterwegstraße （ブラウンシュバイク）
- der Diesterwegring （オッシャースレーベン）
- die Diesterwegschule（ブルクシュテット）
- die Diesterwegschule（シュテンダール）
- die Diesterwegschule  (ワイマール、国立の一般の校区を越えた特別教育推進施設)

## 著作
- Ausgewählte Schriften. hg. v. E. Langenberg, 4 Bände, 1876-78
- Schriften und Reden in 2 Bdn.. hg. v. H. Deiters, 1950

## 関連文献
- Winfried Böhm, Wilhelm Hehlmann: Wörterbuch der Pädagogik, Kröner Verlag, 2006, ISBN 3-520-09415-0